# Un perdedor con suerte
Loser, titulada en español como Un perdedor con suerte, es una comedia romántica protagonizada por Jason Biggs, Mena Suvari y Greg Kinnear. La película se trata de un joven de una ciudad pequeña que es aceptado por la Universidad de Nueva York que debe lidiar con la presión de la universidad, el amor no correspondido y la vida en la gran ciudad.

## Argumento
Paul Tannek, un chico inteligente de un pueblo pequeño del Medio Oeste, es aceptado en la Universidad de Nueva York con una beca. Siguiendo el consejo de su padre, intenta hacer amigos siendo educado e interesado en los demás. Sin embargo, comparte dormitorio con Chris, Adam y Noah, tres muchachos de familias acaudaladas cuyo único interés es utilizar el dormitorio para organizar fiestas donde drogan las bebidas de muchachas para tener sexo con ellas mientras están inconscientes.
Rápidamente los tres tildan a Paul de perdedor debido a su manera educada, su origen de clase trabajadora y su determinación por la educación y lo denuncian a la administración de los dormitorios con una historia falsa; como resultado, lo expulsan del dormitorio y lo obligan a vivir en un hospital veterinario. 
En la universidad, Paul tiene problemas en la clase de inglés por lo que pide ayuda a Edward Alcott, su vanidoso y elitista profesor para obtener alguna tarea extra que suba su promedio y que así no peligre su beca, pero este se muestra despectivo y se niega de forma grosera. En estas clases conoce a Dora Diamond, una atractiva chica de actitud libre de la que se enamora a primera vista.
Por su parte, Dora mantiene en secreto un romance con el profesor Alcott a quien idealiza. Dora había estado trabajando como camarera en un club de striptease para pagar la matrícula pero es despedida, por lo que pide a Alcott que le permita vivir temporalmente con él, cosa que él rechaza preocupado de poner en peligro su imagen.
Por otro lado, cuando la administración emite una prohibición de organizar fiestas en los dormitorios, Chris, Adam y Noah convencen a Paul para que los deje usar la clínica para realizar una fiesta.
Paul se arma de valor e invita a Dora a un concierto, pero la noche de la cita, Adam invita a Dora a la fiesta en la clínica con intención de acostarse con ella. Sin embargo, durante la fiesta, las drogas la hacen colapsar y desmayarse. 
Después del concierto, Paul regresa a la clínica y encuentra un gran desastre y a Dora en estado grave por lo que la lleva rápidamente al hospital y descubre que Alcott es el contacto de emergencia de Dora, pero Alcott niega conocer a Dora cuando los funcionarios de emergencia lo contactan. A medida que se recupera, Dora y Paul comienzan a desarrollar un fuerte vínculo, aunque él nota que Dora está enamorada de Alcott. Poco después, conversando con Paul, Chris descubre la relación de Dora y Alcott por lo que junto a sus dos amigos deciden reemplazar su peor asignatura por inglés y extorsionar al profesor a cambio de un promedio perfecto.
Dora encuentra un nuevo trabajo y celebra con Paul, pero su celebración es interrumpida por Alcott, quien ha cambiado de opinión e invita a Dora a vivir con él e incluso presentarle a sus padres por lo que esta acepta sin dudar. Al descubrir que Chris, Noah y Adam abusaban de las mujeres en las fiestas, Paul roba el suministro de pastillas y las reemplaza con placebos, por lo que el trío pasa un muy mal rato durante la siguiente fiesta. 
Paul visita la oficina de Alcott para preguntar sobre Dora y descubre que la engaña con otra estudiante; este le entrega una copia del examen final para que haga trampa revelando que Chris, Noah y Adam lo están chantajeando, acusando a Paul de estar involucrado, pero este se niega a recibir una calificación deshonesta a pesar de que esto pone en peligro su beca. Esa tarde, Noah descubre que Paul ha cambiado las pastillas, por lo que Chris intenta agredirlo en la biblioteca, pero es Paul quien termina dándole una golpiza a él.
Durante ese tiempo, Dora ha estado viviendo en casa de Alcott, pero contrario a sus expectativas, este la ve como una empleada gratis y la trata como alguien inferior. Un día, accidentalmente escucha a Paul hablando por teléfono con su padre, a quien le cuenta lo mucho que la extraña, como se ha enamorado de ella y lo desilusionado que está de la vida en la gran ciudad ya que todos parecen querer aprovecharse del resto, al punto de replantearse el querer seguir allí, cosa que la conmueve. 
Preparándose para visitar a sus padres, Alcott revela a Dora que no tiene intención de mantener una relación oficial con ella por lo que pretende presentarla como su empleada; también admite que se enteró de que Paul no tuvo nada que ver con el chantaje, por lo que tiene la intención de reprobarlo. Al darse cuenta de que Paul es quien realmente la ama, Dora abandona Alcott y busca a Paul para advertirle, pero este le explica que previó esta situación, por lo que se cambió de clase, tras seto la muchacha le revela sus sentimientos y ambos inician un noviazgo. 
Como cierre, se revela el destino de todos: 
Chris perdió su apariencia atractiva después de una operación fallida de injerto de cabello, tras lo cual esperaba que las mujeres pusieran atención a sus otras buenas cualidades, pero no tenía ninguna. 
Adam fue contratado por una gran corporación que lo usó como chivo expiatorio para sus actividades turbias por lo que ahora tiene una vida social muy activa en la cárcel.
Noah se usó a sí mismo como conejillo de indias mientras intentaba crear una droga más efectiva para usar en las fiestas. Actualmente está aprendiendo a atarse los zapatos nuevamente.
El profesor Alcott está cumpliendo una sentencia de 3 a 5 años tras ser descubierto manteniendo relaciones con una niña.
Dora se quedó en la clínica hasta que obtuvo ayuda financiera manteniendo hasta el presente una feliz relación con Paul.

## Reparto
- Jason Biggs - Paul Tannek
- Mena Suvari - Dora Diamond
- Zak Orth - Adam
- Thomas Sadoski - Chris
- Jimmi Simpson - Noah
- Greg Kinnear - Prof. Edward Alcott
- Dan Aykroyd - Dad
- Twink Caplan - Gena
- Bobby Slayton - Sal
- Robert Miano - Victor
- Mollie Israel - Annie
- Andy Dick - Another City Worker
- Alan Cumming - como él mismo (sin acreditar)
- David Spade - Video Store Clerk (sin acreditar)

## Recepción

### Taquilla
La película se estrenó en el puesto número ocho en la taquilla norteamericana, recaudando 6.008.611 dólares en su primer fin de semana. La película generó un total de 15,6 millones de dólares en Estados Unidos. Fracasó aún más cuando se estrenó en todo el mundo, recaudando un total de sólo 2,7 millones de dólares. La película no cubrió ni los costos de producción.
En una entrevista de 2017 con The Ringer, la directora Amy Heckerling dijo que la razón del fracaso de la película fue la insistencia del estudio en una clasificación PG-13 "diluida", a pesar de que Heckerling y los ejecutivos del estudio que dieron luz verde a la película tenían la intención de que fuera una comedia con clasificación R.

### Respuesta crítica
En Rotten Tomatoes, la película tiene una puntuación del 24% según reseñas de 96 críticos, con una puntuación media de 4,2/10. El consenso del sitio dice: "En la gran tradición de las películas para adolescentes, Loser aparece como otra película predecible y suscrita sin nada nuevo que ofrecer". En Metacritic, tiene una puntuación del 35% basada en reseñas de 29 críticos, lo que indica "críticas generalmente desfavorables". El público encuestado por CinemaScore le dio a la película una calificación promedio de "C+" en una escala de A+ a F.
Roger Ebert le da a la película dos estrellas sobre cuatro. Disfrutó de la actuación de Kinnear, así como de la química entre los dos protagonistas, pero por lo demás encontró la película sin complicaciones.
El crítico de cine James Berardinelli le dio a la película 3 de 4 estrellas y afirmó que fue una de las "sorpresas agradables" de la temporada cinematográfica del año 2000.